# Sophia Goudstikker

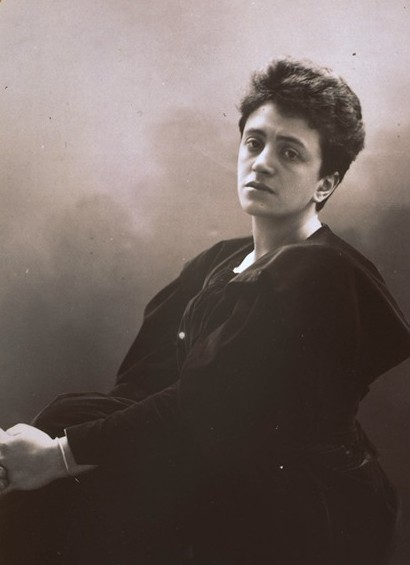
Sophia N. Goudstikker, Ausschnitt aus einer Gruppenaufnahme, um 1894

Sophia N. J. Goudstikker (* 15. Januar 1865 in Rotterdam; † 21. März 1924 in München) war eine in Deutschland wirkende Fotografin, Unternehmerin und Frauenrechtlerin niederländischer Herkunft.

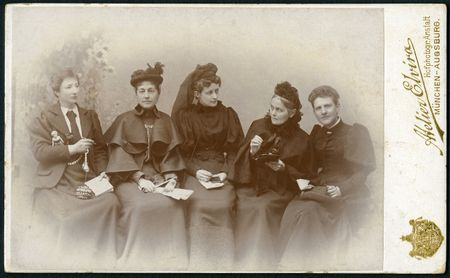
Gruppenfoto sitzend Augspurg - Stritt - Gizycki - Cauer - Goudstikker - Atelier Elvira 1894

## Jugend, Ausbildung und Leben
Sophia Goudstikker war die Tochter des Amsterdamer Kunst- und Antiquitätenhändlers Salomon Elias Goudstikker und seiner Frau Grietje, geborene Klisser. Sie war das neunte Kind ihrer Eltern. Ihre jüngere Schwester war Mathilde Nora Goudstikker (1874–1934). Die Familie siedelte Ende 1865 nach Hamburg über, 1879 dann nach Dresden, wo Sophia sich ab Mitte der 1880er Jahre in der Malschule von Amalie Augspurg ausbilden ließ. Dort lernte sie auch deren jüngere Schwester, die spätere Frauenrechtlerin Anita Augspurg, kennen.
Zwischen Goudstikker und der sieben Jahre älteren Anita Augspurg entwickelte sich eine Beziehung. 1886 entschieden sich die beiden Frauen, gemeinsam nach München zu ziehen. Dort ließen sie sich zu Fotografinnen ausbilden. Die Eröffnung des Atelier Elvira fand am 13. Juli 1887 statt.
Im Mai 1891 eröffnete sie zusammen mit Anita Augspurg eine Filiale des Atelier Elvira in Augsburg. Die Filiale in der Ludwigsstraße wurde von ihrer erst 17-jährigen Schwester Mathilde Goudstikker geleitet und 1896 weiterverkauft.
1898 wurde ein neues Geschäftshaus in München errichtet. Die neuartige Fassade wurde zum Startpunkt für den Jugendstil in München. Sophia Goudstikker konvertierte zum Protestantismus. Im gleichen Jahr erwarb sie die bayerische Staatsbürgerschaft sowie das Bürgerrecht der Stadtgemeinde München. Nach der Trennung von Anita Augspurg lebte sie ab 1899 mit der Frauenrechtlerin Ika Freudenberg zusammen. Um 1904 hatte sie eine kurze Affäre mit der Schriftstellerin Toni Schwabe.
1908 zog sie sich aus der professionellen Fotografie zurück und widmete sich der Frauenbewegung. 1912 starb ihre Lebensgefährtin Ika Freudenberg an Brustkrebs. In den 1920er Jahren wurde es stiller um Sophia Goudstikker; sie starb im März 1924 nach schwerer Krankheit im Münchner Diakonissenhaus. Sie wurde im Grab ihrer Mutter auf dem Nordfriedhof bestattet, die Grabstätte wurde jedoch aufgegeben.

## Frauenrechtlerin

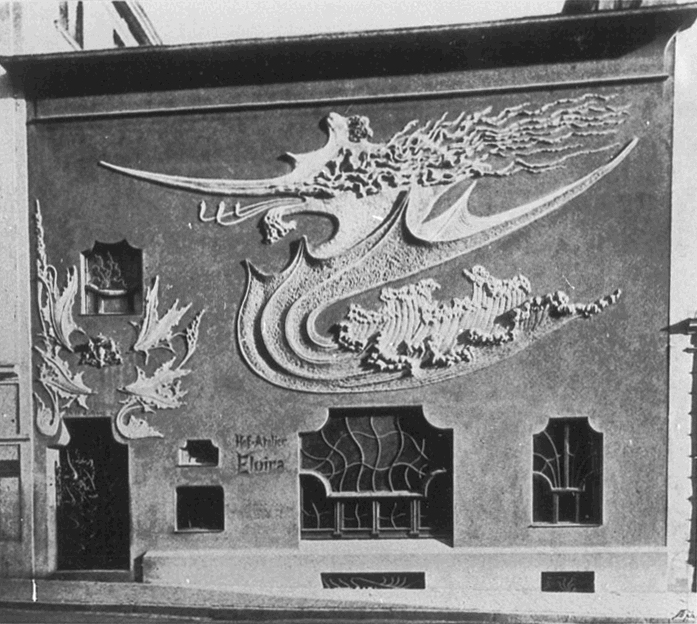
Fassade des Hofateliers Elvira in München

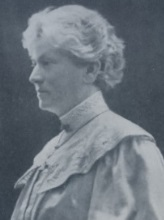
Ika Freudenberg

Neben ihrer Arbeit als Fotografin setzte sich Sophia Goudstikker für Frauenrechte ein, zunächst gemeinsam mit Anita Augspurg, später mit Ika Freudenberg. Bereits im Jahr 1894 hatte Goudstikker gemeinsam mit Freudenberg die Gesellschaft zur Förderung geistiger Interessen der Frau, den späteren Verein für Fraueninteressen, gegründet, der 1899 in München den ersten Bayerischen Frauentag ausrichtete. Bei dem von Marie Haushofer verfassten Festspiel Zwölf Culturbilder aus dem Leben der Frau, das am Abend des dritten Veranstaltungstages am 21. Oktober 1899 uraufgeführt wurde, führte Goudstikker Regie. 14 Szenefotografien mit allen Darstellerinnen des Stückes wurden im Atelier Elvira im Vorfeld oder im Nachgang der Uraufführung angefertigt.
Goudstikker war Vorsitzende der von ihr in München gegründeten Rechtsauskunftsstelle für Frauen. Sie vertrat schutzlose Frauen vor Gericht und erntete in der Bevölkerung wie auch in Fachkreisen Respekt für ihre Arbeit. Obwohl sie nie Jura studiert hatte, wurde sie 1908 als erste Frau als Verteidigerin an Münchner Jugend- und Schöffengerichten zugelassen. Ab 1912 arbeitete sie mit einer der ersten deutschen Juristinnen, Marie Munk, in ihrer Rechtsschutzstelle zusammen. Die Wege beider Frauen trennten sich jedoch Ende des Jahres 1914.
Zu Goudstikkers Bekanntenkreis und Arbeitsumfeld zählten auch prominente Aktivistinnen wie Helene Stöcker und Gertrud Bäumer, sowie zahlreiche Schriftstellerinnen, darunter Ricarda Huch und Lou Andreas-Salomé.

## Unternehmerin und Münchner Bohémienne
1887 eröffnete Sophia Goudstikker in München gemeinsam mit Anita Augspurg das Atelier (später: Hof-Atelier) Elvira. Es war eins der ersten von Frauen geführten Unternehmen im Deutschen Reich. Goudstikker und Augspurg waren mit ihren kurz geschnittenen Haaren, der unangepassten Kleidung und ihrem offenen Bekenntnis zur Notwendigkeit eines Befreiungskampfes der bürgerlichen Frau sowie ihrem kaum verborgenen homoerotischen Habitus prominente Erscheinungen der Münchner Bohème ihrer Zeit. Das Geschäft wurde bald zur führenden „hofphotographischen Anstalt“ und zum gesellschaftlichen Treffpunkt, wo neben bekannten Schriftstellern wie Thomas Mann und Heinrich Mann auch Mitglieder des bayerischen Königshauses zu den Kunden zählten. Zunächst war das Unternehmen in der Kaulbachstraße ansässig; um 1900 bezog Goudstikker mit dem Atelier einen von dem Architekten August Endell entworfenen Neubau an der Von-der-Tann-Straße, Ecke Königinstraße.
Augspurg blieb noch einige Jahre wirtschaftlich an dem Unternehmen beteiligt; die Lebenswege der beiden Frauen hatten sich jedoch mittlerweile getrennt. 1908 übergab Goudstikker, nach Augspurgs Rückzug aus dem Geschäft alleinige Eigentümerin, das Atelier Elvira schließlich an die Fotografin Emma Pförtner-Uibleisen, blieb jedoch mit Ika Freudenberg in dem angrenzenden Wohnhaus an der Königinstraße 3 wohnen. Dieses „kleine merkwürdige graugrüne Haus“ beschreibt die besonders mit Ika Freudenberg eng befreundete Berliner Frauenrechtlerin Gertrud Bäumer in ihren Memoiren als lebendigen, inspirierenden Treffpunkt für „starke [...], lebensvolle [...] Menschen, die sich einen Zugang zu reicheren und freierem Dasein bahnen wollten.“
Der ebenfalls mit Goudstikker und Freudenberg befreundete Schriftsteller Ernst von Wolzogen setzte den Frauen und ihrem Freundinnenkreis in seiner Satire Das Dritte Geschlecht (1899) ein bissig-ironisches Denkmal.

## Ehrungen
- Sophia-Goudstikker-Park in München-Ramersdorf[8]